# De Jonge Hendrik
De Jonge Hendrik is een koren- en pelmolen in het Groningse Den Andel.
De molen werd in 1875 gebouwd nadat de vorige molen was afgebrand. Met de molen is tot in de jaren 80 nog gerst tot gort gepeld door de laatste beroepsmolenaar van deze molen, Tiddo Muda. Na zijn overlijden is de molen is tot 1998 op vrijwillige basis in bedrijf geweest en is dat sinds kort na afronding van de restauratie weer. Bij deze restauratie kreeg de molen onder andere een nieuwe stelling (omloop) en een nieuw wiekenkruis met de stroomlijnsystemen Van Bussel en Dekker en daarnaast nieuwe zelfzwichtingskleppen. De molen is thans eigendom van de Molenstichting Winsum.
De Jonge Hendrik is voorzien van één koppel maalstenen, twee pelstenen en een pletterij.
De molen werd op 22 september 2007 na een periode van negen jaar stilstand weer officieel in gebruik gesteld.

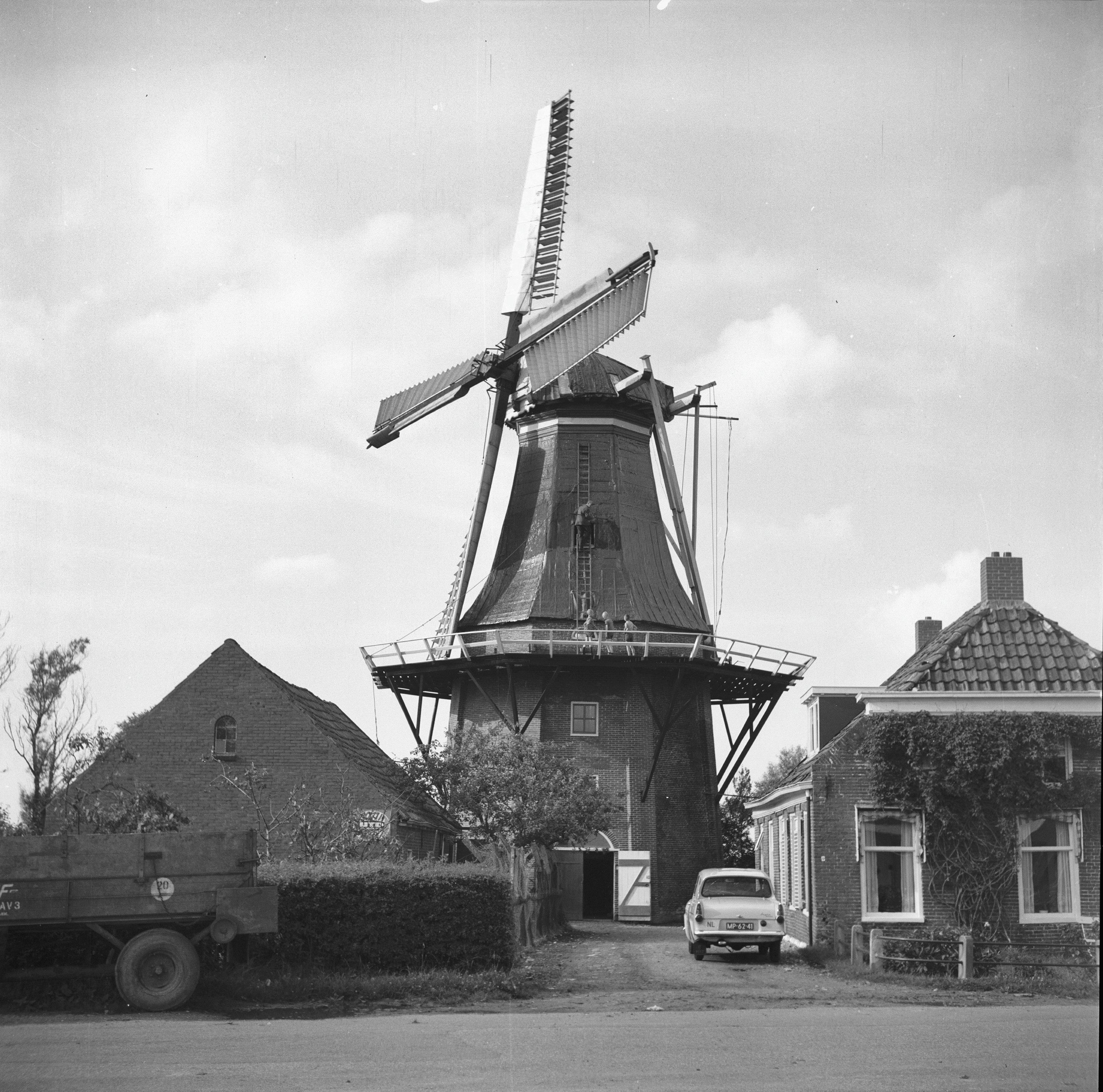
Molen en bijgebouwen in 1965
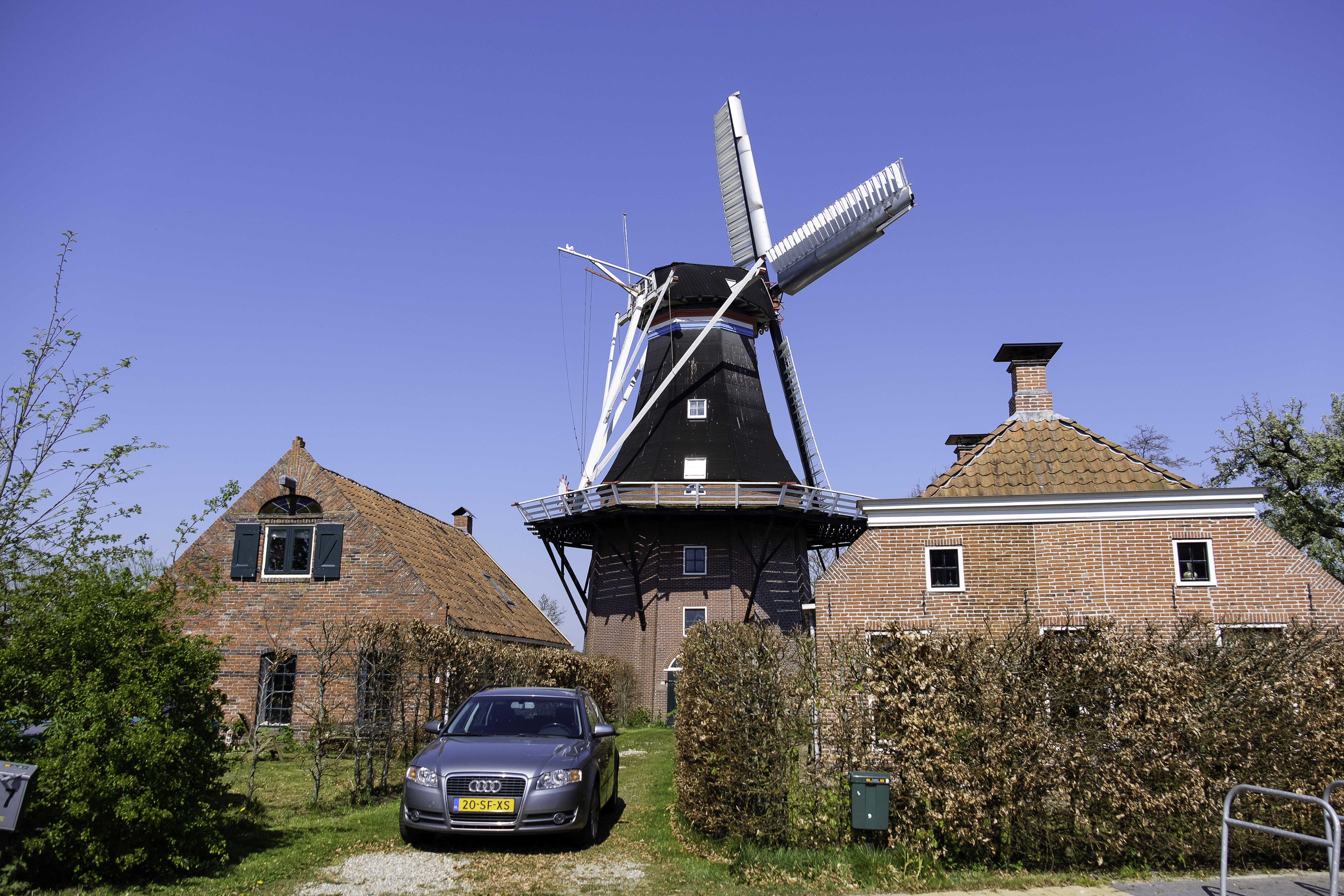
Molen en bijgebouwen in 2019